# Francesco da Milano

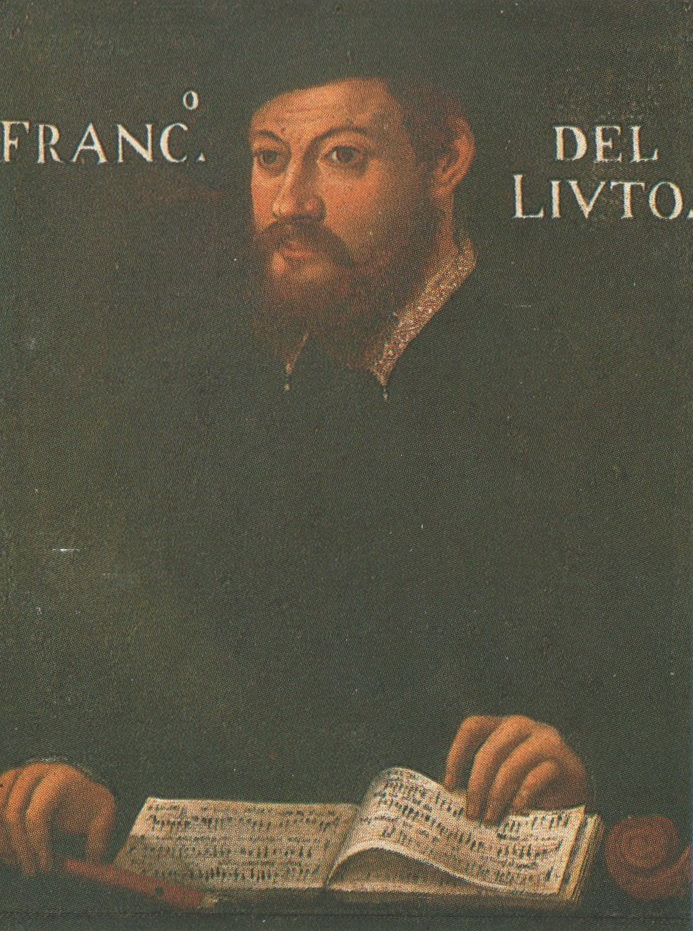
Francesco da Milano (publiziert 1550)

Francesco Canova da Milano, meist nur Francesco da Milano genannt (* 18. August 1497 in Monza; † 15. April 1543 in Mailand) war ein bedeutender italienischer Komponist und Lautenist der Renaissance.

## Leben
Francesco da Milano wurde am 18. August 1497 als Sohn des Musikers Benedetto Canova in Monza, einer Vorstadt Mailands, geboren. Giovanno Testagrossa (1470–1530), selbst Lautenist am Hofe von Beatrice und Isabelle d’Este in Mantua, beaufsichtigte seine musikalische Erziehung. Um 1519 trat Francesco in den Dienst von Papst Leo X. Wahrscheinlich blieb er in Rom auch während der Regentschaft von Hadrian VI. und Clemens VII. In den späten 20er Jahren des 16. Jahrhunderts kehrte er nach Norditalien zurück, 1528 ist seine Anwesenheit in Piacenza belegt, 1530 war er Domorganist in Mailand. Ab 1535 war er wieder in Rom als Lautenist und Violaspieler des Kardinals Ippolito de’ Medici und als Lehrer des Neffen von Papst Paul III., Ottavio Farnese. 1538 begleitete er den Papst zu einem Treffen zwischen Karl V. und Franz I. in Nizza. Francesco da Milano starb am 15. April 1543, überlebt von seinem Vater, der für ihn einen Grabstein in der Kirche Santa Maria della Scala in Mailand errichtete.

## Werk
Bei den Kompositionen Francesco da Milanos handelt es sich durchgehend um die verwandten Musikformen Ricercar, Fantasie (bzw. Fantasia) und Toccata für die Renaissancelaute. Dieses sind Kompositionen kontrapunktischer Struktur, die dem Einfluss der Motette unterliegen. Francesco da Milanos Werke sind in über 40 verschiedenen Tabulaturen zu finden, die zwischen 1536 (bei Giovanni Antonio Casteliono in Mailand und Marcolini in Venedig) und 1603 gedruckt wurden, in Italien, Frankreich, Deutschland, Spanien, der Schweiz und den Niederlanden. Hinzu kommen noch 25 verschiedene Manuskripte, die ähnlich weit verstreut sind. Schon zu Lebzeiten erhielt er, wegen seines unvergleichlichen Spiels, den Beinamen il Divino („der Göttliche“, ein Epitheton, das er immerhin mit Michelangelo Buonarotti teilt). Lucas Guarico, der Astrologe von Francescos Mäzen Papst Paul III., hielt ihn für „den wichtigsten und bedeutendsten Musiker von allen, […] besser als Orpheus und Apollon, wenn er die Laute oder ein anderes Instrument spielt“. Seine Kompositionen werden heute meist auf der Laute oder Gitarre wiedergegeben.